# 追浜駅
追浜駅（おっぱまえき）は、神奈川県横須賀市追浜町三丁目にある、京浜急行電鉄本線の駅である。駅番号はKK54。横須賀市の駅としては最も北に位置する。

## 歴史
- 1930年（昭和5年）4月1日 - 開業。
- 1941年（昭和16年）11月1日 - 湘南電気鉄道と京浜電気鉄道が合併、京浜電気鉄道の駅となる。
- 1942年（昭和17年）5月1日 - 京浜電気鉄道が東京横浜電鉄へ合併。東京急行電鉄（大東急）の駅となる。
- 1948年（昭和23年）6月1日 - 京浜急行電鉄が発足、京浜急行電鉄の駅となる。
- 1955年（昭和33年）4月末 - 島式ホームから相対式ホームとなり、ホーム有効長が80メートルから120メートルに延伸される[1]。
- 1973年（昭和48年）2月 - 橋上駅舎となる。
- 2018年（平成30年）11月19日 - 接近メロディを「熱き星たちよ」に変更[2]。
- 2020年（令和2年）3月14日 - 副駅名に横須賀スタジアムが追加される[3][4]。
- 2022年（令和4年）3月19日 - ホームドアの使用を開始[5]。

## 駅構造
相対式ホーム2面2線を有し、橋上駅舎を持つ地上駅である。東西に出入口があり、東側はペデストリアンデッキに接続し国道16号に面する。西側には湘南病院に通じる階段がある。エスカレータは、バス折返場脇の入口とコンコースの間に1基、各ホームとコンコースの間に2基（上下1基ずつ）設置されているほか、ホームとコンコースを連絡するエレベーターも設置されている。駅構内で線路は大きくカーブしている。

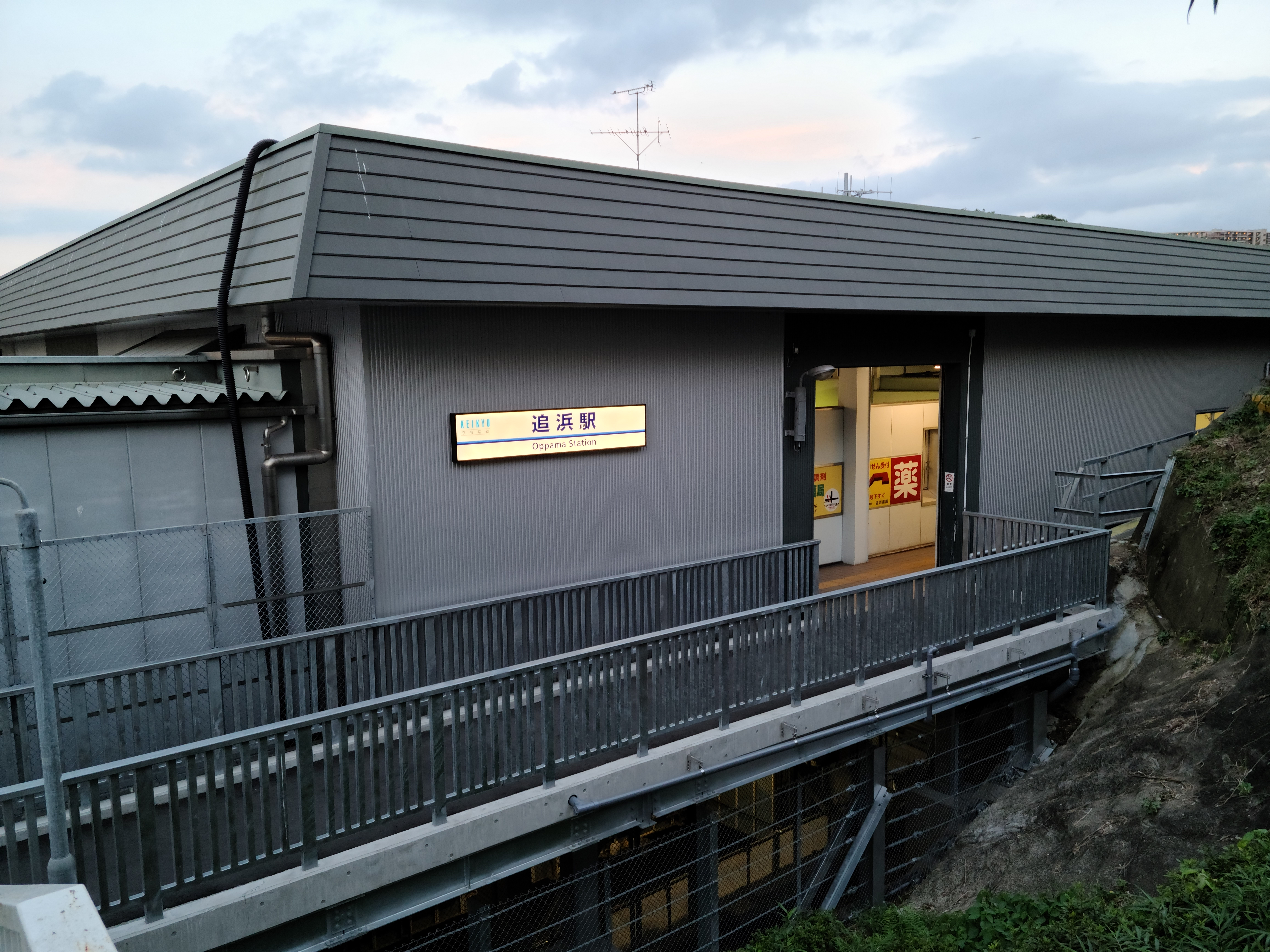
西側の出口（2020年8月）
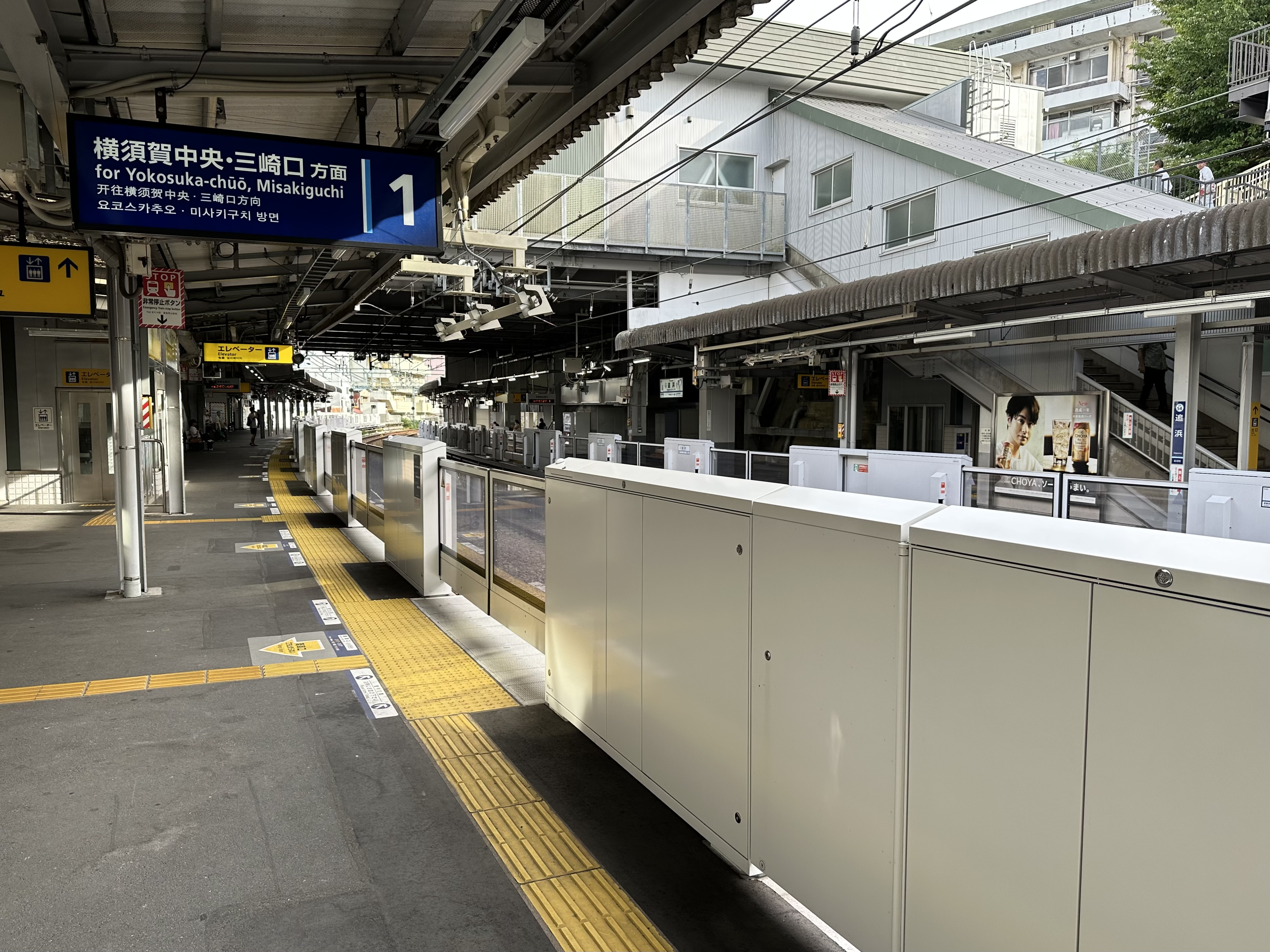
ホーム（2023年7月）
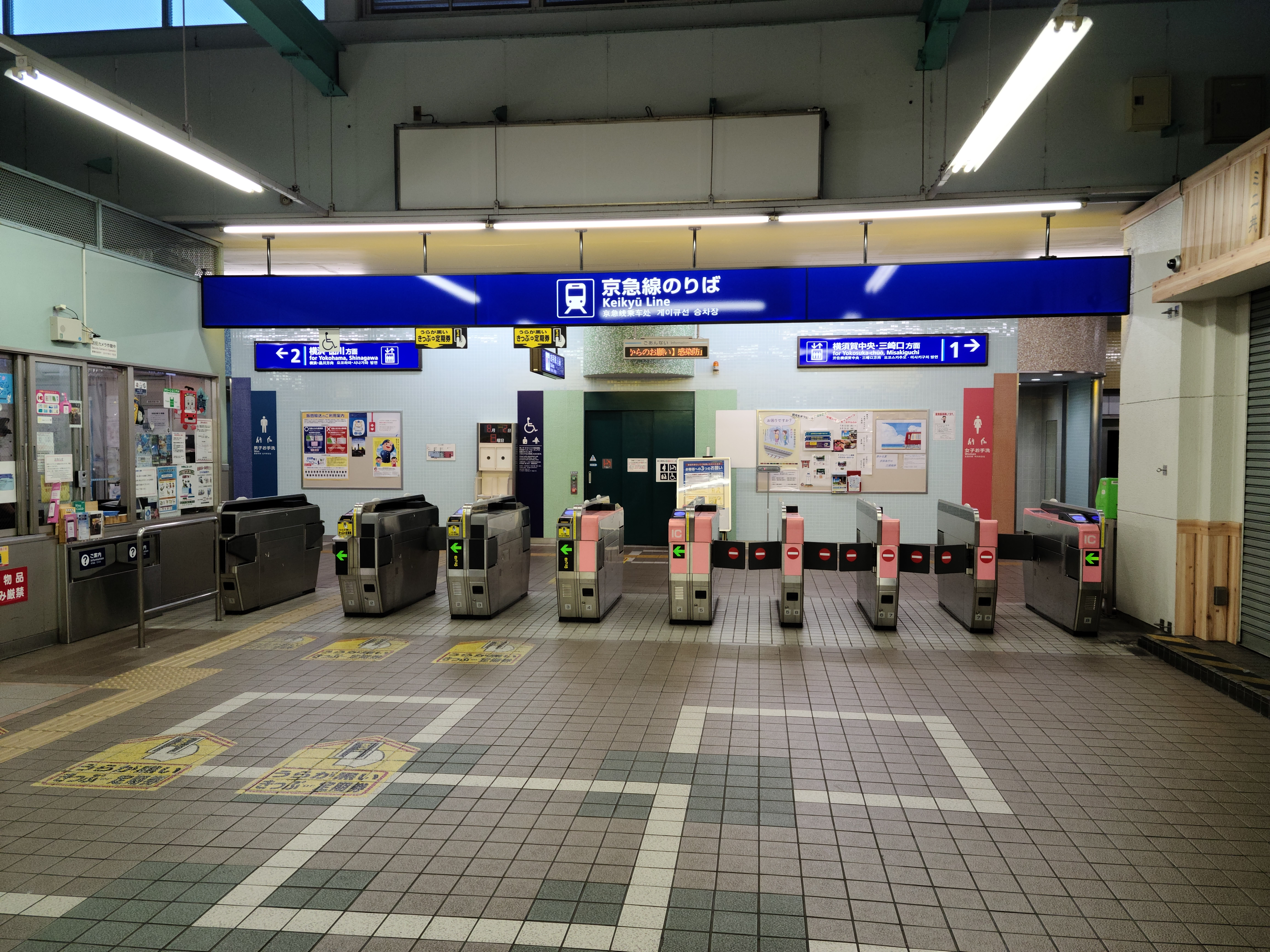
改札口（2020年8月）
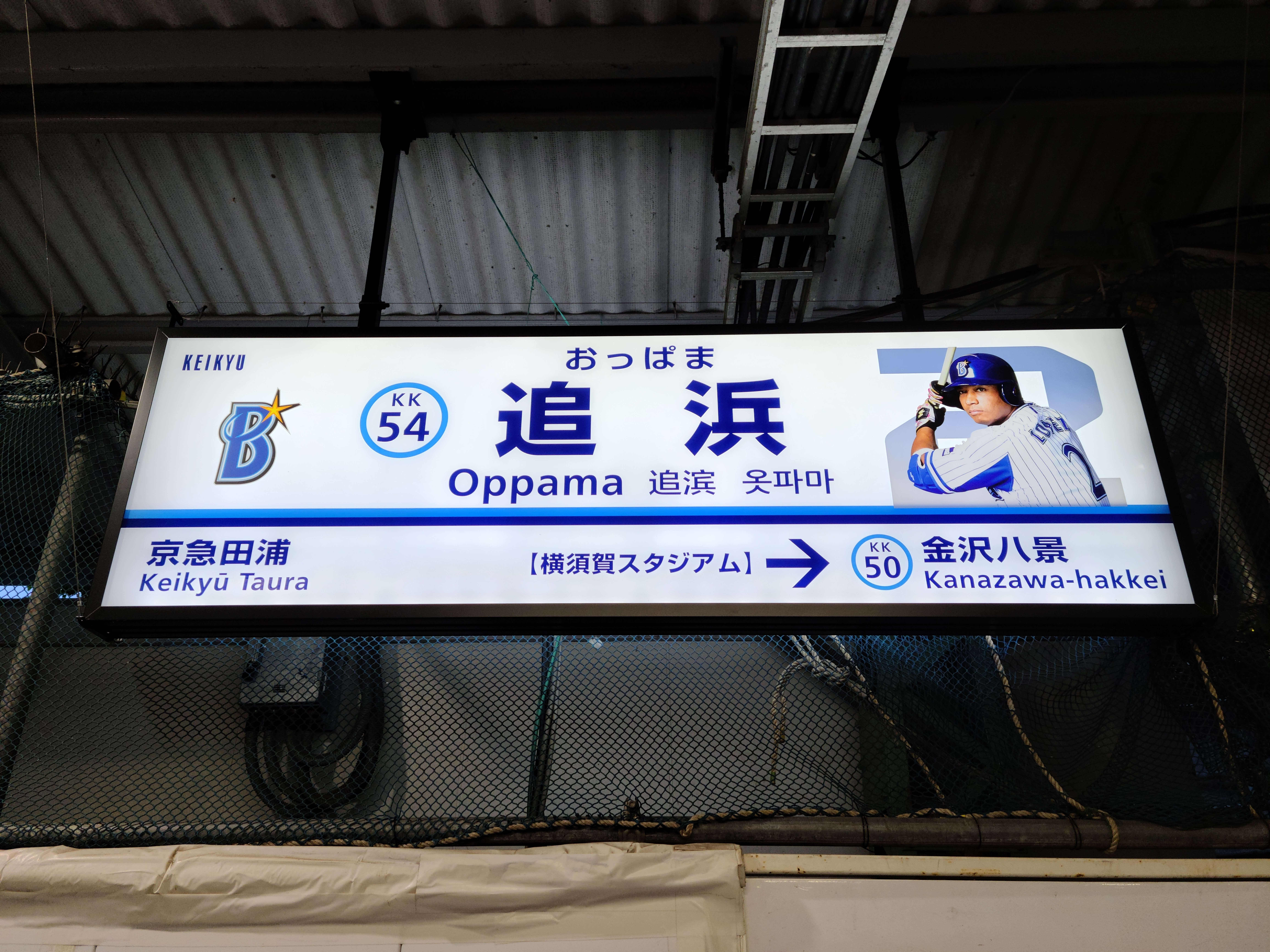
駅名標（2020年8月）

### のりば
| 番線 | 路線 | 方向 | 行先                     |
| ---- | ---- | ---- | ------------------------ |
| 1    | 本線 | 下り | 横須賀中央・三浦海岸方面 |
| 2    | 本線 | 上り | 横浜・品川方面           |

### 接近メロディ
2018年11月19日から、横浜DeNAベイスターズの球団歌である「熱き星たちよ」をアレンジしたものを接近メロディとして使用している。これは同球団と京浜急行電鉄及び横須賀市による、同球団のファーム施設「DOCK OF BAYSTARS YOKOSUKA」が追浜公園内に新設されることに伴って締結された連携協定の取り組みの一環として行われたもので、同年11月23日に横須賀スタジアム等で開催された「横浜DeNAベイスターズ ファンフェスティバル2018」の開催に合わせて変更された。メロディはスイッチの制作で、編曲は塩塚博が手掛けた。

## 利用状況
2024年（令和6年）度の1日平均乗降人員は38,784人であり、京急線全72駅中12位。快特通過駅の中では平和島駅に次いで2番目に多い。
近年の1日平均乗降人員と乗車人員の推移は下記の通り。
| 年度               | 1日平均 乗降人員 | 1日平均 乗車人員 | 出典     |
| ------------------ | ---------------- | ---------------- | -------- |
| 1995年（平成07年） |                  | 26,739           | [ * 1 ]  |
| 1998年（平成10年） |                  | 24,213           | [ * 2 ]  |
| 1999年（平成11年） |                  | 23,346           | [ * 3 ]  |
| 2000年（平成12年） |                  | 22,411           | [ * 3 ]  |
| 2001年（平成13年） |                  | 22,022           | [ * 4 ]  |
| 2002年（平成14年） | 44,555           | 22,207           | [ * 5 ]  |
| 2003年（平成15年） | 43,780           | 21,570           | [ * 6 ]  |
| 2004年（平成16年） | 43,320           | 21,377           | [ * 7 ]  |
| 2005年（平成17年） | 43,399           | 21,401           | [ * 8 ]  |
| 2006年（平成18年） | 42,854           | 21,134           | [ * 9 ]  |
| 2007年（平成19年） | 42,388           | 20,896           | [ * 10 ] |
| 2008年（平成20年） | 41,712           | 20,583           | [ * 11 ] |
| 2009年（平成21年） | 40,498           | 19,995           | [ * 12 ] |
| 2010年（平成22年） | 40,205           | 19,850           | [ * 13 ] |
| 2011年（平成23年） | 39,892           | 19,661           | [ * 14 ] |
| 2012年（平成24年） | 39,997           | 19,721           | [ * 15 ] |
| 2013年（平成25年） | 40,008           | 19,731           | [ * 16 ] |
| 2014年（平成26年） | 40,139           | 19,797           | [ * 17 ] |
| 2015年（平成27年） | 41,160           | 20,263           | [ * 18 ] |
| 2016年（平成28年） | 41,978           | 20,704           | [ * 19 ] |
| 2017年（平成29年） | 42,366           | 21,076           | [ * 20 ] |
| 2018年（平成30年） | 42,727           | 21,261           | [ * 21 ] |
| 2019年（令和元年） | 42,286           | 20,827           | [ * 22 ] |
| 2020年（令和02年） | 32,213           |                  |          |
| 2021年（令和03年） | 33,914           |                  |          |
| 2022年（令和04年） | 36,171           |                  |          |
| 2023年（令和05年） | 37,879           |                  |          |
| 2024年（令和06年） | 38,784           |                  |          |

## 駅周辺

駅前（2020年8月）

市街地が広がり、商業施設が集まる。東側の東京湾岸には大規模な埋立地があり、工業地域として使用されている。
- 日産自動車追浜工場・追浜研究所
- 住友重機械工業横須賀造船所
- オカムラ追浜事業所
- 海洋研究開発機構横須賀本部
- やまびこ横須賀工場
- 追浜工業
- 横須賀市リサイクルプラザ "アイクル"
- 横須賀市役所追浜行政センター
- 横須賀市北消防署追浜出張所
- 横須賀市立北図書館
- 追浜郵便局
- 横須賀本浦郵便局
- 横須賀浦郷郵便局
- 横浜六浦郵便局
- 明治憲法（大日本帝国憲法）起草地記念碑
- 夏島貝塚
- 鷹取山
- 雷神社

- 関東学院大学金沢八景キャンパス
（金沢八景駅からも徒歩圏内）
- 神奈川県立追浜高等学校
- 横浜創学館高等学校
（金沢八景駅からも徒歩圏内）
- 湘南病院
- 横浜南共済病院
- 追浜公園
  - 横須賀スタジアム
- 追浜商盛会
  - サンビーチ追浜
    - 京急ストア 追浜店
    - パシオス 追浜店
    - かながわ信用金庫 追浜支店
    - 役所屋追浜店
（横須賀市市民サービス総合窓口）

## バス路線
京浜急行バスとSAGAMI TAXIによる運行。発着する路線の詳細は京浜急行バス追浜営業所を参照。
日の出タクシーが運営していた「ハマちゃんバス」は、同社の事業停止により、2023年1月5日より運行を停止。その後、SAGAMI TAXIが新たに運行事業を受託し、同年6月に従前と同規模で再開した。
| のりば     | 系統     | 経由                                   | 行先             |
| ---------- | -------- | -------------------------------------- | ---------------- |
| 1          | 4        |                                        | 追浜車庫         |
| 2          | 追7      | 浄化センター・深浦                     | 【循環】追浜駅   |
| 2          | 田17     | 日産自動車前・北部共済病院             | 田浦駅           |
| 3          | 追3      | 追浜車庫                               | 夏島             |
| 3          | 追8      | 追浜車庫・夏島                         | 日産研究所       |
| 4          | 追6      | 夏島・日産研究所                       | 住友重機械正門   |
| 4          | 追6      | 夏島・海洋研究開発機構・住友重機械正門 | 【循環】追浜駅   |
| 5          | 八31など |                                        | 内川橋           |
| 5          | 4        | 内川橋・金沢文庫・杉田                 | 磯子駅           |
| 6          | 追1      | 湘南たかとりセンター                   | 【循環】内川橋   |
| 6          | 追5      | 湘南たかとり五丁目                     | 【循環】内川橋   |
| 6          | 八31     | 船越・北部共済病院・横須賀中央駅       | 安浦二丁目       |
| ハマちゃん |          |                                        | 追浜東団地集会所 |
| ハマちゃん |          | 横浜南共済病院                         |                  |

一般路線バスのほか、海洋研究開発機構、やまびこへの送迎バスも発着する。

## 隣の駅
京浜急行電鉄
 本線
■快特
通過
■特急
金沢八景駅 (KK50) - 追浜駅 (KK54) - 汐入駅 (KK58)
■普通
金沢八景駅 (KK50)- 追浜駅 (KK54) - 京急田浦駅 (KK55)